# Вазчик, Лион
Лион Вазчик (род. 6 июля 1994, Берлин) — немецкий актёр кино и сериалов, известный ролью Рафаэля де Виллера в серии фильмов «Таймлесс», Джека Леопольда в сериале «Комната 13» и Финна Бартельса в сериале «Спецотряд «Кобра 11»».

## Биография
Лион Вазчик родился в Берлине, проживает в Кёльне. В кино дебютировал в 2009 году. Известность ему принесла полученная в 2013 году роль Рафаэля де Виллера в вышедшем в 2014 году фильме в жанре фэнтези «Таймлесс 2: Сапфировая книга». Этот фильм является второй частью трилогии «Таймлесс», экранизации одноименной серии книг немецкой подростковой писательницы Керстин Гир. Позднее Вазчик сыграл одну из главных ролей также в третьей части серии — «Таймлесс 3: Изумрудная книга», вышедшей на экраны в 2016 году.
Параллельно Вазчик активно снимался в ролях первого плана в  сериалах, популярных у немецкоязычной аудитории. Сначала в сериале «Комната 13», который являлся проектом немецкой «дочки» американского молодёжного канала «Nickelodeon» — «Nick Deutschland» и был посвящён непростым взаимоотношениям молодых сотрудников отеля, а затем - в сериале Спецотряд «Кобра 11», посвящённом будням немецкой дорожной криминальной полиции. К касту этого сериала Лион Вазчик присоединился в 2016 году, и, получив одну из главных ролей, снимался во всех эпизодах, начиная с 300-го.
Поскольку насчитывающий 21 сезон (22 сезон снимается) сериал пользуется значительной известностью в Германии, Лион Вазчик неоднократно привлекал к себе внимание немецких таблоидов. Так, «Berliner Kurier» представил его публике, как «горячего новичка». А крупнейший таблоид Германии, «Bild» опубликовал интервью с актёром, где Лион Вазчик рассказал, что параллельно с карьерой на телевидении изучает деловое администрирование в Париже. Он также сообщил что впервые начал играть в школьном драматическом кружке в 13 лет, и что в сериале «Кобра 11» ему больше всего нравиться гонять по автобану в полицейском «Porsche».
Лион Вазчик ведёт аккаунт в сети Instagram — lionwas.

## Фильмография
| Год  |   | Русское название             | Оригинальное название                    | Роль              |
| ---- | - | ---------------------------- | ---------------------------------------- | ----------------- |
| 2009 | с | Учитель                      | Der Lehrer                               | Александр         |
| 2010 | с | Полный дом животных          | Tiere bis unters Dach                    | Луис              |
| 2012 | с | Комната 13                   | Hotel 13                                 | Джек Леопольд     |
| 2013 | ф | Не сгибая спины              | Mit geradem Rücken                       | Матиас Виганд     |
| 2013 | ф | Одно лето в Португалии       | Ein Sommer in Portugal                   | Лукас             |
| 2014 | ф | ?                            | Zwei mitten im Leben                     | Макс              |
| 2014 | ф | Таймлесс 2: Сапфировая книга | Saphirblau                               | Рафаэль де Виллер |
| 2015 | ф | Моя дочь Анна Франк          | Meine Tochter Anne Frank                 | Петер ван Пельс   |
| 2015 | с | Все о дружбе: Молодые врачи  | In aller Freundschaft - Die jungen Ärzte | Патрик Менцель    |
| 2016 | ф | Таймлесс 3: Изумрудная книга | Smaragdgrün                              | Рафаэль де Виллер |
| 2016 | ф | ?                            | Verrückt nach Fixi                       | Риччи             |
| 2016 | с | Спецотряд «Кобра 11»         | Alarm für Cobra 11 - Die Autobahnpolizei | Финн Бартельс     |